# Charles Babey
Charles Babey, né le 6 mars 1927 à Biskra (Algérie française) et mort le 30 août 1991 à Toulouse (Haute-Garonne), est un nageur français. 

## Biographie
Charles Babey est licencié aux Dauphins du TOEC puis au Cercle des nageurs de Marseille. Il est médaillé d'argent du 4 x 200 mètres nage libre aux Championnats d'Europe 1947 à Monaco.